# Ian Barker
Ian Dallas Barker (* 10. August 1966 in Cardiff, Wales) ist ein ehemaliger britischer Segler.

## Erfolge
Ian Barker nahm in der 49er Jolle mit Simon Hiscocks an den Olympischen Spielen 2000 in Sydney teil. Mit 60 Punkten belegten sie hinter dem finnischen und vor dem US-amerikanischen Boot den zweiten Platz und sicherten sich damit die Silbermedaille. Zwei Jahre zuvor hatten sie bereits gemeinsam die Bronzemedaille bei den Europameisterschaften gewonnen.